# Mago (autor zemědělské příručky)
Mago byl kartaginský spisovatel, autor zemědělské příručky v punštině, která poskytuje svědectví o zemědělských znalostech ve starověkém Kartágu. Originální punský text byl ztracen, ale podařilo se dochovat některé fragmenty řeckých a latinských přepisů.

## Popis díla
Magova dlouhá práce byla rozdělena do 28 knih. Knihy byly vydány ve 2. století př. n. l. Zahrnul do nich místní berberské a punské tradiční postupy. Kartágo bývalo fénickou kolonií a severní Afrika již tehdy byla sýpkou centrálního Středomoří, znalosti zemědělských a veterinárních postupů tedy byly rozsáhlé. Úvod tvoří obecné rady, které Columella shrnuje takto:
| „                   | Ten, kdo koupil venkovský pozemek, by měl prodat svůj městský dům, takže nebude chtít uctívat bohy města spíše než bohy venkova; člověk, který má větší radost ze svého městského sídla, nepotřebuje žít na venkově. Columella, De Re Rustica 1.1.18. | “ |
| — Harrison Boyd Ash | |   |

Po zničení Kartága Římem v roce 146 př. n. l. byly kartaginské knihovny předány králům Numidie. Pouze Magova kniha byla převezena do Říma. Do řečtiny ji následně přeložil Cassius Dionysius a do latiny ji na náklady římského senátu přeložil Decimus Junius Silanus. Řecký překlad později zkrátil Diophanes Nicaea na šest knih.
Výtažky z těchto překladů lze nalézt v citacích římských spisovatelů o zemědělství, včetně Varra, Columelly, Plinia staršího a Gargilia Martialise. Toto je částečný seznam přežívajících fragmentů:
- Pokud kupujete farmu, prodejte svůj městský dům.[4]
- Nejvýnosnější vinice směřují na sever.[5]
- Jak zasadit vinnou révu.[6]
- Jak prořezávat révu.[7]
- Jak pěstovat olivy.[8]
- Jak sázet ovocné stromy.[9]
- Jak sklízet bahenní rostliny.[10]
- Příprava různých zrn a luštěnin k mletí.[11]
- Jak vybrat býky.[12]
- Poznámky o zdraví skotu.[13]
- Hřebení mezků v Africe. Klisny mezků se hřebí dvanáct měsíců po připuštění.[14]
- Poznámky o hospodářských zvířatech.[15]
- Získávání včel z mršiny býka nebo vola.[16]
- Včelař by neměl zabíjet trubce.[17]
- Jak uchovat granátová jablka.[18]
- Jak udělat nejlepší passum (rozinkové víno).[19]